# Tennistoernooi van Parma

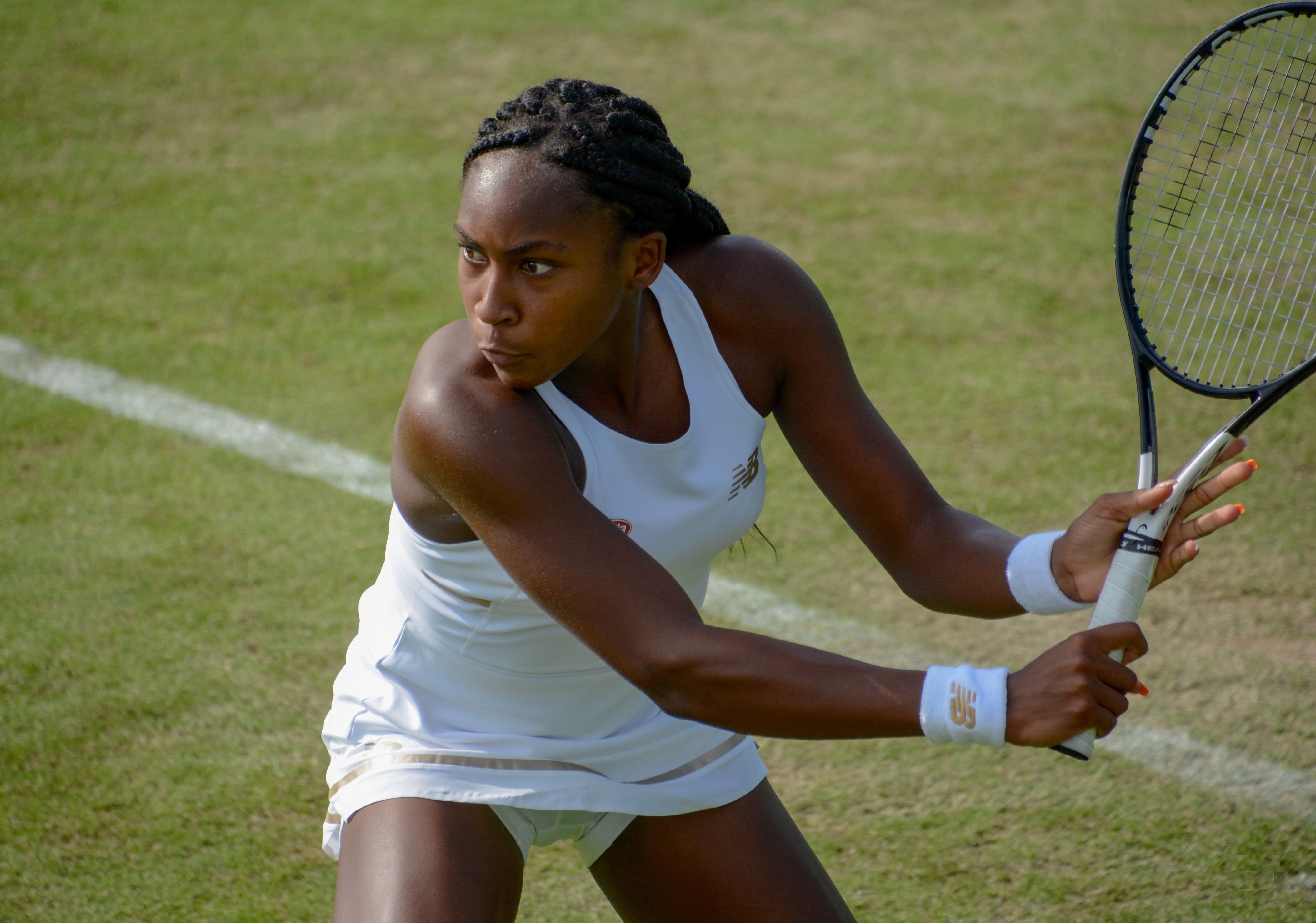
Cori Gauff, enkel- en dubbelspelwinnares van het vrouwentoernooi van 2021

Het tennistoernooi van Parma was een eenmalig gezamenlijk toernooi dat in 2021 werd gespeeld op de gravelbanen van de Tennis Club Parma (vrouwen) respectievelijk de Tennis Club President (mannen) nabij de Italiaanse stad Parma. De officiële naam van het toernooi was Emilia-Romagna Open.
In 2022 werden de mannen- en vrouwentoernooien gescheiden: de mannen in juni (categorie gedegradeerd naar challenger) en de vrouwen in september – deze opzet werd in 2023 voortgezet, met nu ook het vrouwentoernooi gedegradeerd tot WTA 125. In 2023 ging alleen het vrouwentoernooi verder, in mei.
Het toernooi bestaat uit twee delen:
- WTA-toernooi van Parma, het toernooi voor de vrouwen
- ATP-toernooi van Parma, het toernooi voor de mannen